# Arctia anamari
Arctia anamari är en fjärilsart som beskrevs av Ramon Agenjo Cecilia 1942. Arctia anamari ingår i släktet Arctia och familjen björnspinnare. Inga underarter finns listade i Catalogue of Life.